# Bursidae
Bursidae es una familia de moluscos gasterópodos marinos dentro del clado Littorinimorpha. La familia agrupa a 7 géneros.

## Taxonomía
La familia Bursidae fue descrita por primera vez por Johannes Thiele en 1925 e incluye actualmente los siguientes géneros:
- Aspa H. Adams & A. Adams, 1853
- Bufonaria Schumacher, 1817
- Bursa Röding, 1798
- Bursina Oyama, 1964
- Crossata Jousseaume, 1881
- Marsupina Dall, 1904
- Tutufa Jousseaume, 1881